# Wilhelm Widmann
Wilhelm „Capello“ Widmann (* 31. Oktober 1858 in Missen-Wilhams, Königreich Bayern; † 31. Oktober 1939 in Eichstätt, Freistaat Bayern) war ein Kirchenmusiker und Domkapellmeister in Eichstätt.

## Leben
Widmann wuchs als Sohn eines Musiklehrers in Missen im Oberallgäu auf. In Dillingen an der Donau und München studierte er Theologie und Musikwissenschaften. 1883 wurde er zum Priester geweiht. Als Kaplan war Widmann in Günzburg und danach als Präfekt am Studienseminar in Neuburg an der Donau. 1887 wurde Widmann Domvikar in Eichstätt und war von 1887 bis 1891 Musikpräfekt am Bischöflichen Seminar Eichstätt. Dabei setzte er sich maßgeblich für den Komponisten Anton Beer-Walbrunn ein. Weiterer Schüler von ihm waren Gottfried Rüdinger und Ludwig Weber. Von 1887 bis 1927 wirkte er als Domkapellmeister in Eichstätt. In Eichstätt war er Diözesanpräses des Cäcilienvereins und Leiter des Domchors. In seiner Heimatregion unterstützte er zeitlebens die Orgelmusik. Widmann gründete den Eichstätter Orchesterverein zur Förderung der Orchestermusik. Widmann galt in seinen alten Jahren als Gegner der Nationalsozialisten.

## Stille Nacht, heilige Nacht
Der Mainzer Domkapellmeister Georg Viktor Weber übte 1897 Kritik am Text und an der Melodie des Lieds Stille Nacht, heilige Nacht. Dem widersprach Widmann mit einer Verteidigung des Inhalts, da dieser vollkommen korrekt sei und sich mit Sätzen aus dem Weihnachtsoffizium decke, und auch der Melodie, die in ihrer volkstümlichen Schlichtheit einen ähnlichen Platz in der Kirche habe wie die Krippendarstellung.

## Ehrungen
- Ehrenbürger von Eichstätt[13]
- Widmanngasse in Eichstätt
- Ehrenmitglied der KBStV Rhaetia München, Sommersemester 1889[14]